# 国鉄ED56形電気機関車

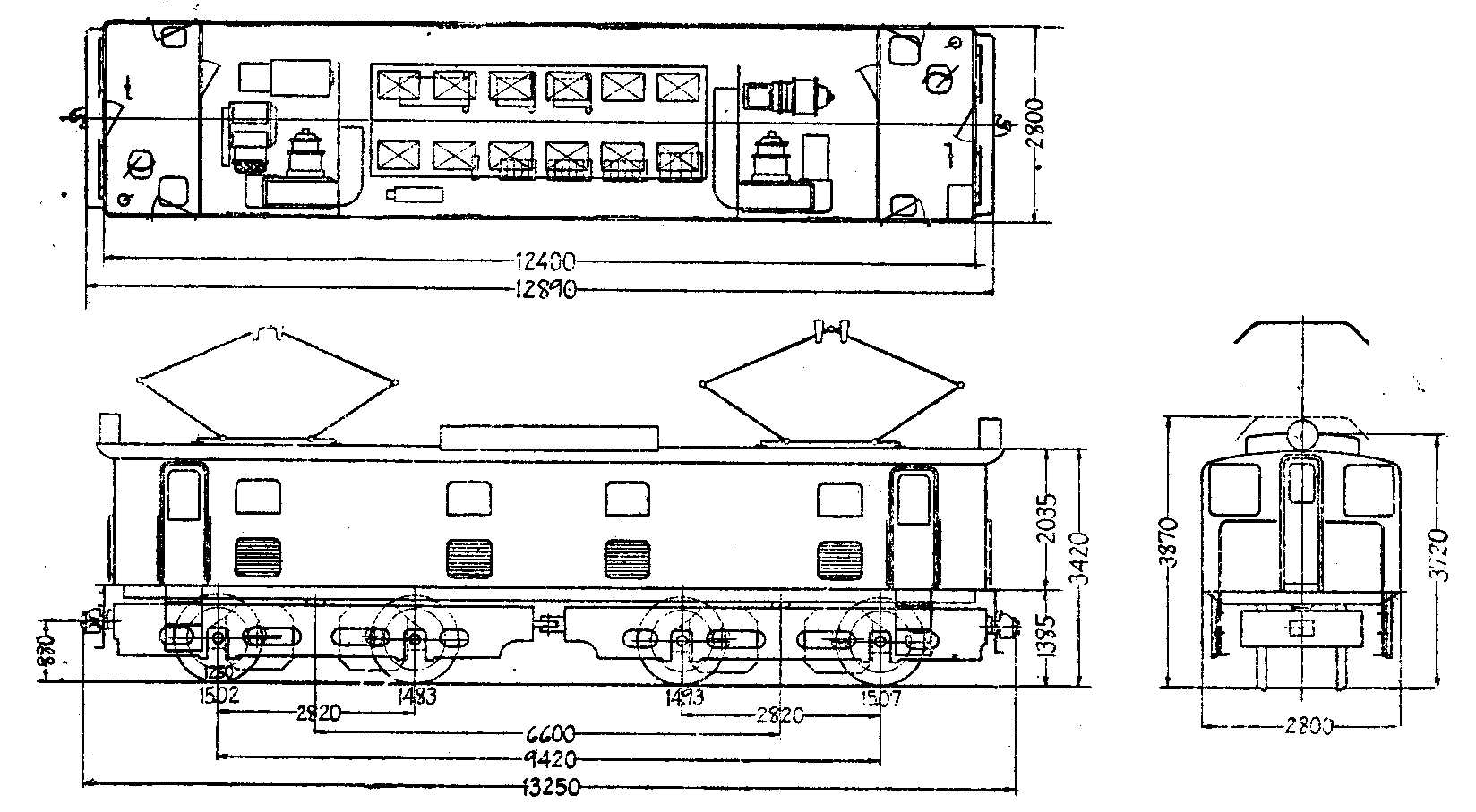
ED23形の形式図

ED56形は、日本国有鉄道（国鉄）の前身である鉄道省がイギリスから輸入した直流用電気機関車である。後に貨物機へ改造され、ED23形となった。

## 概要
本形式は、三菱電機が海外メーカーとの技術提携を模索する中で、研究用に輸入したものを鉄道省が買い取ったものである。
公式には、1927年（昭和2年）にメトロポリタン＝ヴィッカース(Metropolitan Vickers)で1両のみが製造されたことになっているが、現車の銘板は1923年（大正12年）製で、鉄道省への入籍は1928年（昭和3年）である。また、機械部分の製造者は、スイスのスイス・ロコモティブ・アンド・マシン・ワークス(Swiss Locomotive & Machine works / S.L.M.)である。
車体は箱形であるが、運転台部分で一段幅が詰められているうえに、妻板は大きな後退角のついた3面折妻となった特徴的なものである。本形式の最大の特徴は、電動機を4基装備するD形機でありながら、電動機6基のF形機並みの直列、直並列、並列の3段組合せ制御となっていることである。これは、本形式が直流3000Vの南アフリカの1E形電気機関車をもとに1500V用に再設計されたものであるからであろう。本形式の電動機の端子電圧は、1500V（通常は750V）である。
ED57形と同様に東海道本線で旅客列車の牽引に使用されたが、中央本線電化とともに八王子機関区に移り、飯田町－八王子間で使用された。
しかし、1形式1両であるうえ、特殊な制御方式で、運転台も狭いうえに後方視認にも難があるため、1940年（昭和15年）3月に大宮工場（現在の大宮総合車両センター）で歯車比を貨物用に改め、ED23形に改形式された。このとき、車体の前面が真四角に改造されるとともに、3段組合せ制御方式も通常の2段組合せ方式に改められ、本機の特徴は失われた。最後は久里浜支区に配置され、横須賀線で使用された。1958年（昭和33年）に休車、1960年（昭和35年）5月に廃車となった。その後解体処分され、現存しない。

## 主要諸元
（括弧内は、ED23形の諸元を示す）
- 全長：13250mm
- 全幅：2800mm
- 全高：3870mm
- 重量：61.44t(59.85t)
- 電気方式：直流1500V
- 軸配置：B+B
- 主電動機：MT23形（端子電圧1350V時定格出力230kW、定格回転数660rpm）×4基
- 歯車比（動輪）：22:75＝1:3.41（18:79＝1:4.39）
- 1時間定格出力：920kW
- 1時間定格引張力：6600kg (9600kg)
- 1時間定格速度：50.0km/h（34.6km/h）
- 最高運転速度：85km/h（65km/h）
- 動力伝達方式：歯車1段減速、吊り掛け式
- 制御方式：非重連、抵抗制御、3段組合せ制御（2段組合せ）、弱め界磁制御
- 制御装置：電動カム軸接触器式併用電磁空気単位スイッチ式
- ブレーキ方式：EL14A空気ブレーキ、手ブレーキ